# Нуреддин
Нуреддин, Нураддін, Нуреддін (крим. nureddin, نور الدين‎, досл. "світло віри") — титул третьої після хана і калги особи в ієрархії Кримського ханства. Нуреддином призначався другий спадкоємець хана.
Запроваджений Мехмедом II Ґераєм у XVI ст. Першим цю посаду обійняв Саадет I Ґерай.
Нуреддин, нуреддин-султан займав посаду, аналогічну начальнику штабу всіх військ, під час походів командував корпусом у 40 тис. вояків. За мирного часу здійснював верховенство над малими і місцевими судами, виконував обов'язки, аналогічні верховному поліцейському нач., тілохранителеві й особистому посланцю хана. Мав свій палац, диван і гарем.